# Bill Fritz
Bill Fritz (eigentlich William Howard Fritz Jr.; * 22. März 1892 in Berwyn, Pennsylvania; † 18. Dezember 1941) war ein US-amerikanischer Stabhochspringer.
Bei den Olympischen Spielen 1912 in Stockholm wurde er mit 3,65 m Achter. Im selben Jahr stellte er mit 3,77 m seine persönliche Bestleistung auf.
Bill Fritz war Absolvent der Cornell University.